# Klepper (muziekinstrument)

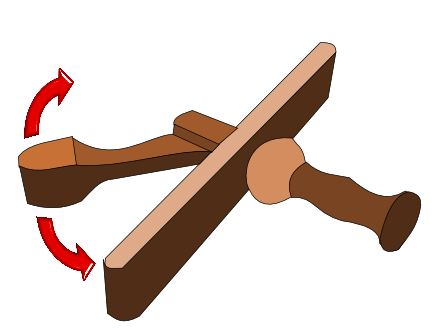
Principe van een klepper

Een klepper is een muziekinstrument, bestaande uit twee of meerdere plankjes van hout of kunststof die tegen elkaar worden geslagen en daarbij een klappend geluid maken. Naast de functie als muziekinstrument werden kleppers ook gebruikt als waarschuwingssignaal. In de middeleeuwen werden kleppers en ratels gebruikt door leprapatiënten om mensen in de omgeving te waarschuwen wanneer ze over straat gingen. Van de leprozerie van Haarlem (Het Dolhuys) is bekend dat de mensen die zich daar lieten onderzoeken en ziek werden bevonden, naast een vuilbrief ook een klepper meekregen om hun aanwezigheid op straat kenbaar te maken.
Een klepper kan zijn opgebouwd uit een lang en een kort plankje, waarbij aan het lange plankje een handvat zit. Beide plankjes zijn met een verend scharnier aan elkaar verbonden. Dit type is met een hand te bedienen: door het instrument op en neer te bewegen zal het korte plankje telkens tegen het lange slaan. Daarnaast bestaan er ook kleppers met twee plankjes van gelijke grootte. Deze worden met beide handen bediend.
In het Engels wordt een klepper een slapstick genoemd. De vorm van komedie die met deze naam wordt aangeduid, dankt zijn naam aan het veelvuldig gebruik van het muziekinstrument voor geluidseffecten, vooral wanneer iemand geslagen wordt. Oorspronkelijk werden de toneelspelers zelf met kleppers geslagen, die eruitzagen als een soort van slaghout.

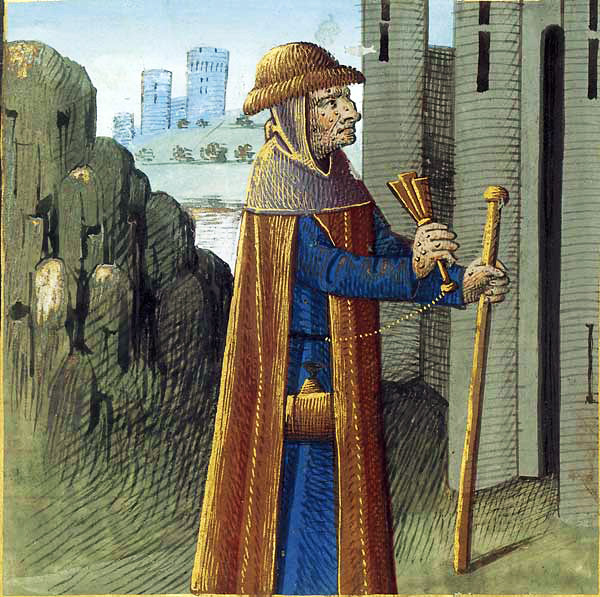
Een melaatse met klepper
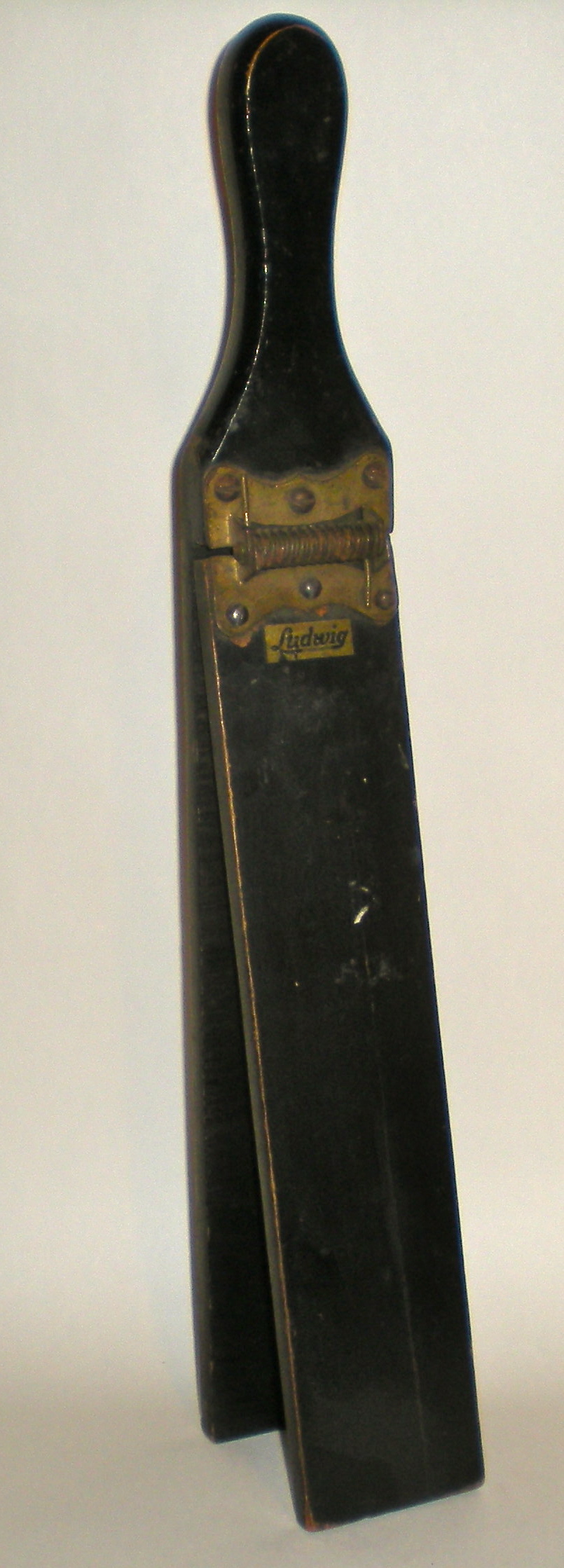
Klepper